# 埼玉県道373号堤根杉戸線
埼玉県道373号堤根杉戸線（さいたまけんどう373ごう つつみねすぎとせん）は、埼玉県北葛飾郡杉戸町内を結ぶ都道府県道である。かつての国道4号であり、旧4号とも呼ばれる。

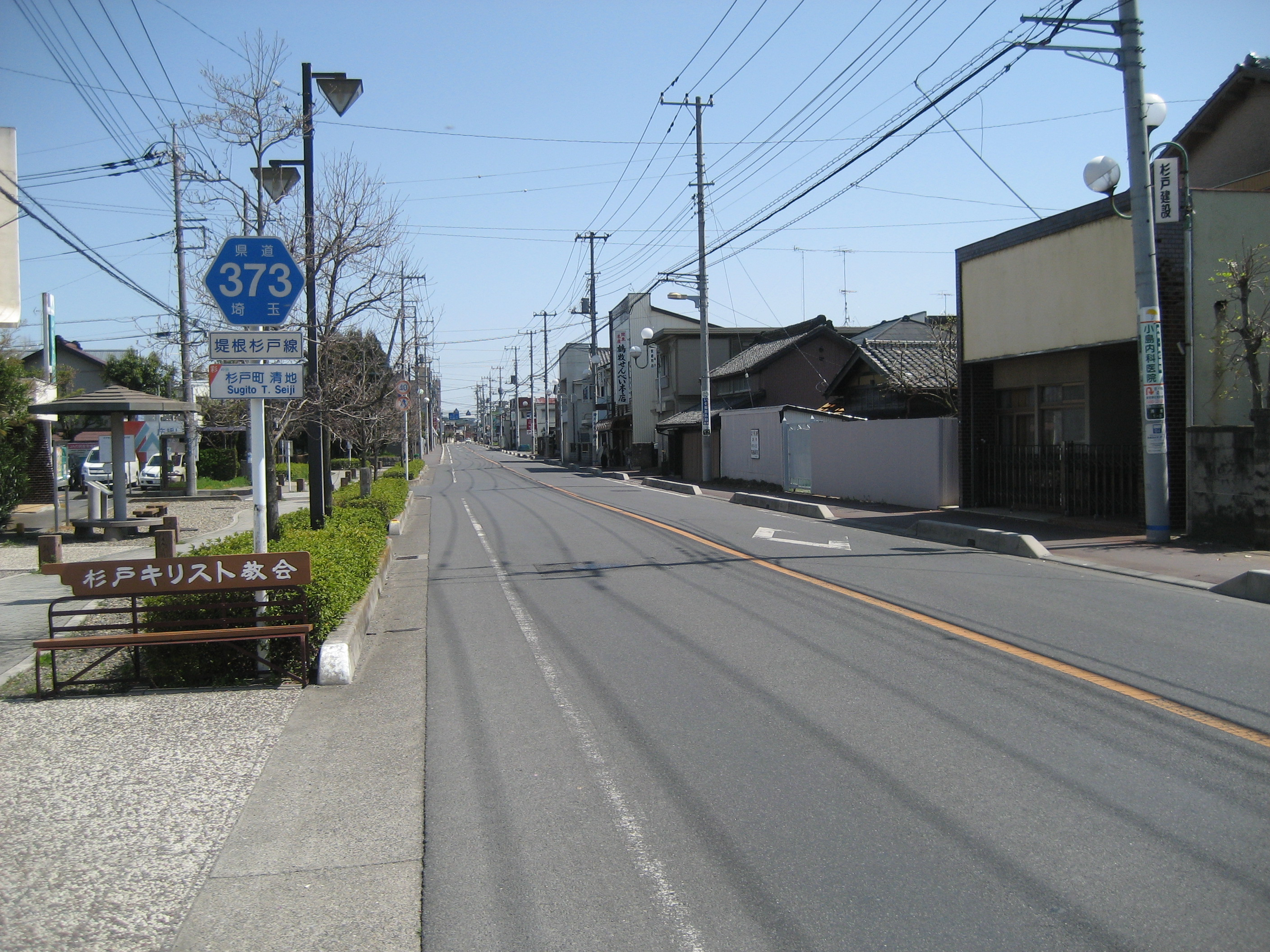
杉戸町清池

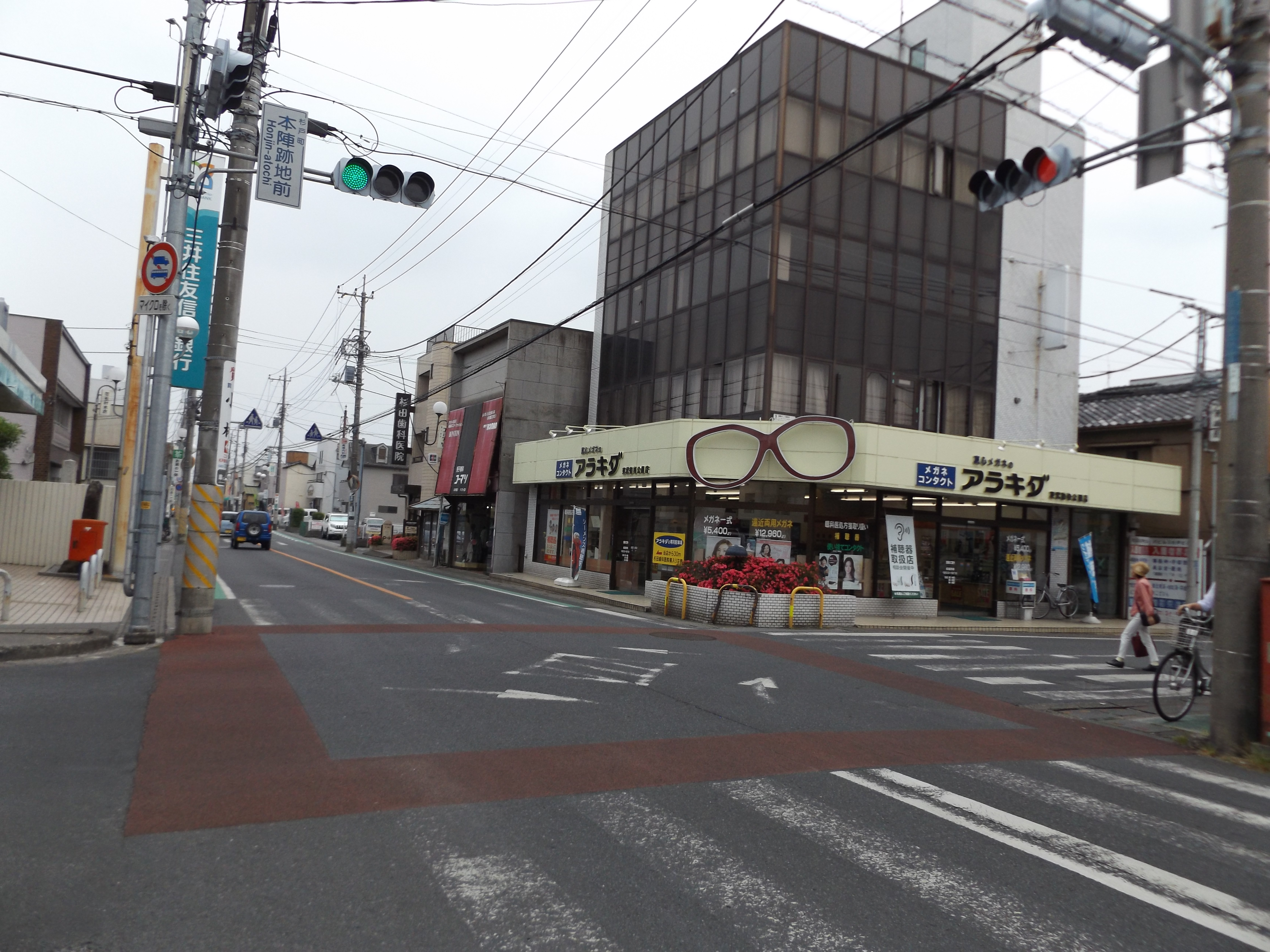
終点・本陣跡地前交差点

## 路線概要
- 起点：埼玉県北葛飾郡杉戸町堤根（国道4号交点）
- 終点：埼玉県北葛飾郡杉戸町杉戸（埼玉県道408号東武動物公園停車場線交点）
- 総距離：2,169m

## 通過する自治体
- 埼玉県
  - 北葛飾郡杉戸町

## 交差する道路
| 交差する道路                      | 交差点名   | 所在地 | 所在地 |
| --------------------------------- | ---------- | ------ | ------ |
| 国道4号                           | 堤根       | 杉戸町 | 堤根   |
| 埼玉県道154号蓮田杉戸線           | 清池二丁目 | 杉戸町 | 清地   |
| 埼玉県道408号東武動物公園停車場線 | 本陣跡地前 | 杉戸町 | 杉戸   |

## 沿線の施設
| 施設                     | 所在地 | 所在地 |
| ------------------------ | ------ | ------ |
| 埼玉県警察杉戸警察署     | 杉戸町 | 堤根   |
| 杉戸町役場               | 杉戸町 | 清地   |
| 埼玉県立杉戸高等学校     | 杉戸町 | 清地   |
| 埼玉りそな銀行杉戸支店   | 杉戸町 | 杉戸   |
| 三井住友信託銀行杉戸支店 | 杉戸町 | 杉戸   |